# Copa del Rey de baloncesto 2018
La 82.ª edición de la Copa del Rey de baloncesto se celebró en el Gran Canaria Arena de Las Palmas de Gran Canaria del 15 al 18 de febrero de 2018. Fue la 3.ª edición disputada en Las Palmas de Gran Canaria, tras la edición de 1990 que tuvo lugar en el Centro Insular de Deportes y la de 2015.

## Equipos participantes
Los siete primeros clasificados después de la primera mitad de la ACB de la temporada regular 2017-18 se clasifican al torneo. El Gran Canaria, equipo anfitrión, se clasifica de forma directa.
| - Real Madrid - Valencia Basket - FC Barcelona Lassa - Montakit Fuenlabrada | - Unicaja Málaga - Baskonia - Iberostar Tenerife - Herbalife Gran Canaria (anfitrión) |

## Sorteo
Concluida la primera vuelta de la Liga Endesa y conociendo los equipos clasificados para la Copa del Rey de baloncesto 2018, se celebró el sorteo de emparejamientos el 23 de enero de 2018 .

## Árbitros
La ACB dio a conocer, el 13 de febrero, los 12 árbitros que acudirián a la  82.ª edición de la Copa del Rey de baloncesto, que se celebró del 15 al 18 de febrero en Las Palmas de Gran Canaria. Se listan, ordenados por número de ediciones de Copas del Rey a las que han asistido (incluida la actual), los árbitros para los partidos en el Gran Canaria Arena:
- José Antonio Martín Bertrán (23 ediciones)
- Daniel Hierrezuelo (20 ediciones)
- Miguel Ángel Pérez Pérez (15 ediciones)
- Antonio Conde (15 ediciones)
- Emilio Pérez Pizarro (13 ediciones)
- Juan Carlos García González (12 ediciones)
- Carlos Peruga (9 ediciones)
- Benjamín Jiménez (9 ediciones)
- Carlos Cortés Rey (8 ediciones)
- Fernando Calatrava (5 ediciones)
- Luis Miguel Castillo (1 edición)
- Jordi Aliaga (1 edición)

## Resultados
|  | Cuartos de final     | Cuartos de final     | Cuartos de final   |                    |                    | Semifinales        | Semifinales   | Semifinales   |  |             | Final         | Final         | Final         |  |
|  | 15 y 16 de febrero   | 15 y 16 de febrero   | 15 y 16 de febrero |                    |                    | 17 de febrero      | 17 de febrero | 17 de febrero |  |             | 18 de febrero | 18 de febrero | 18 de febrero |  |
|  |                      |                      |                    |                    |                    |                    |               |               |  |             |               |               |               |  |
|  |                      |                      |                    |                    |                    |                    |               |               |  |             |               |               |               |  |
|  | Valencia Basket      | Valencia Basket      | 72                 |                    |                    |                    |               |               |  |             |               |               |               |  |
|  | Valencia Basket      | Valencia Basket      | 72                 |                    |                    |                    |               |               |  |             |               |               |               |  |
|  | Iberostar Tenerife   | Iberostar Tenerife   | 79                 |                    |                    |                    |               |               |  |             |               |               |               |  |
|  | Iberostar Tenerife   | Iberostar Tenerife   | 79                 |                    | Iberostar Tenerife | Iberostar Tenerife | 59            |               |  |             |               |               |               |  |
|  |                      |                      |                    |                    | Iberostar Tenerife | Iberostar Tenerife | 59            |               |  |             |               |               |               |  |
|  |                      |                      | Real Madrid        | Real Madrid        | 77                 |                    |               |               |  |             |               |               |               |  |
|  | Real Madrid          | Real Madrid          | Real Madrid        | Real Madrid        | 77                 | 89                 |               |               |  |             |               |               |               |  |
|  | Real Madrid          | Real Madrid          |                    |                    |                    |                    |               |               |  |             |               |               |               |  |
|  | Unicaja Málaga       | Unicaja Málaga       | 84                 |                    |                    |                    |               |               |  |             |               |               |               |  |
|  | Unicaja Málaga       | Unicaja Málaga       | 84                 |                    |                    |                    |               |               |  | Real Madrid | Real Madrid   | 90            |               |  |
|  |                      |                      |                    |                    |                    |                    |               |               |  | Real Madrid | Real Madrid   | 90            |               |  |
|  |                      |                      | FC Barcelona Lassa | FC Barcelona Lassa | 92                 |                    |               |               |  |             |               |               |               |  |
|  | FC Barcelona Lassa   | FC Barcelona Lassa   | FC Barcelona Lassa | FC Barcelona Lassa | 92                 | 94                 |               |               |  |             |               |               |               |  |
|  | FC Barcelona Lassa   | FC Barcelona Lassa   |                    |                    |                    |                    |               |               |  |             |               |               |               |  |
|  | Baskonia             | Baskonia             | 90                 |                    |                    |                    |               |               |  |             |               |               |               |  |
|  | Baskonia             | Baskonia             | 90                 |                    | FC Barcelona Lassa | FC Barcelona Lassa | 87            |               |  |             |               |               |               |  |
|  |                      |                      |                    |                    | FC Barcelona Lassa | FC Barcelona Lassa | 87            |               |  |             |               |               |               |  |
|  |                      |                      | Gran Canaria       | Gran Canaria       | 74                 |                    |               |               |  |             |               |               |               |  |
|  | Montakit Fuenlabrada | Montakit Fuenlabrada | Gran Canaria       | Gran Canaria       | 74                 | 92                 |               |               |  |             |               |               |               |  |
|  | Montakit Fuenlabrada | Montakit Fuenlabrada |                    |                    |                    |                    |               |               |  |             |               |               |               |  |
|  | Gran Canaria         | Gran Canaria         | 107                |                    |                    |                    |               |               |  |             |               |               |               |  |
|  | Gran Canaria         | Gran Canaria         | 107                |                    |                    |                    |               |               |  |             |               |               |               |  |
|  |                      |                      |                    |                    |                    |                    |               |               |  |             |               |               |               |  |

## Cuartos de final

### Valencia Basket – Iberostar Tenerife
| 15 de febrero de 2018, 18:00 | Valencia Basket                                   | 72–79                | Iberostar Tenerife                                       | |  |
|                              | Parciales: 21–20, 15–16, 19–23, 17–20             |                      |                                                          | |  |
|                              | Estadísticas Green 14 Pleiß 8 Doornekamp, Pleiß 3 | Reporte Pts Reb Asts | Estadísticas 15 Abromaitis 6 Tobey, Vázquez 8 San Miguel | Pabellón: Gran Canaria Arena, Las Palmas Asistencia: 8.324 espectadores Árbitros: Daniel Hierrezuelo, Miguel Ángel Pérez Pérez, Carlos Cortés Rey Televisión: |  |

### Real Madrid – Unicaja Málaga
| 15 de febrero de 2018, 21:30 | Real Madrid                                   | 89–84                | Unicaja Málaga                                        | |  |
|                              | Parciales: 26–23, 20–22, 18–21, 25–18         |                      |                                                       | |  |
|                              | Estadísticas Campazzo 18 Tavares 9 Campazzo 7 | Reporte Pts Reb Asts | Estadísticas 17 Suárez 7 Shermadini 3 Nedović, Suárez | Pabellón: Gran Canaria Arena, Las Palmas Asistencia: 9.327 espectadores Árbitros: José Antonio Martín Bertrán, Carlos Peruga, Luis Miguel Castillo Televisión: |  |

### Montakit Fuenlabrada – Herbalife Gran Canaria
| 16 de febrero de 2018, 19:00 | Montakit Fuenlabrada                  | 92–107               | Herbalife Gran Canaria                                                   | |  |
|                              | Parciales: 27–25, 25–33, 15–21, 25–28 |                      |                                                                          | |  |
|                              | Estadísticas Cruz 20 O'Leary 9 Cruz 8 | Reporte Pts Reb Asts | Estadísticas 18 Ondřej Balvín, Pablo Aguilar 9 Pasečņiks 4 Mekel, Seeley | Pabellón: Gran Canaria Arena, Las Palmas Asistencia: 9.172 espectadores Árbitros: Juan Carlos García González, Emilio Pérez Pizarro, Jordi Aliaga Solé Televisión: |  |

### FC Barcelona Lassa – Baskonia
| 16 de febrero de 2018, 21:30 | FC Barcelona Lassa                        | 94–90                | Baskonia                                                          | |  |
|                              | Parciales: 28–22, 24–25, 22–20, 20–23     |                      |                                                                   | |  |
|                              | Estadísticas Heurtel 20 Tomić 9 Heurtel 9 | Reporte Pts Reb Asts | Estadísticas 30 Shengelia 5 Timma, Poirier, Shengelia 5 Voigtmann | Pabellón: Gran Canaria Arena, Las Palmas Asistencia: 9.695 espectadores Árbitros: Antonio Conde Ruiz, Benjamín Jiménez Trujillo, Fernando Calatrava Cuevas Televisión: |  |

## Semifinales

### Iberostar Tenerife - Real Madrid
| 17 de febrero de 2018, 19:00 | Iberostar Tenerife                                | 59–77                | Real Madrid                                                    | |  |
|                              | Parciales: 19–11, 19–26, 11–19, 10–21             |                      |                                                                | |  |
|                              | Estadísticas Dončić 17 Tavares, Dončić 7 Dončić 5 | Reporte Pts Reb Asts | Estadísticas Fran Vázquez 16 Abromaitis 8 Bassas, San Miguel 4 | Pabellón: Gran Canaria Arena, Las Palmas Asistencia: 9.346 espectadores Árbitros: Miguel Ángel Pérez Pérez, Benjamín Jiménez Trujillo, Carlos Cortés Rey Televisión: |  |

### Herbalife Gran Canaria - FC Barcelona Lassa
| 17 de febrero de 2018, 21:30 | Herbalife Gran Canaria                      | 74–87                | FC Barcelona Lassa                         | |  |
|                              | Parciales: 15–21, 28–20, 13–27, 18–19       |                      |                                            | |  |
|                              | Estadísticas Eriksson 25 Aguilar 7 Oliver 4 | Reporte Pts Reb Asts | Estadísticas Oriola 14 Claver 8 Heurtel 14 | Pabellón: Gran Canaria Arena, Las Palmas Asistencia: 9.844 espectadores Árbitros: Juan Carlos García González, Antonio Conde Ruiz, Fernando Calatrava Cuevas Televisión: |  |

## Final

### Real Madrid – FC Barcelona Lassa
| 18 de febrero de 2018, 18:30 | Real Madrid                                          | 90–92                | FC Barcelona Lassa                             | |  |
|                              | Parciales: 21-15, 13-25, 18-27, 38-25                |                      |                                                | |  |
|                              | Estadísticas Carroll 18 Dončić 5 Campazzo, Carroll 5 | Reporte Pts Reb Asts | Estadísticas Ribas 21 Moerman 7 Hanga, Tomić 5 | Pabellón: Gran Canaria Arena, Las Palmas Asistencia: 9.912 espectadores Árbitros: Daniel Hierrezuelo, Emilio Pérez Pizarro, Carlos Peruga Televisión: |  |

| Campeones de la Copa del Rey 2018 |
| --------------------------------- |
| Bandera de Cataluña               |
| FC Barcelona 24.º título          |

## MVP de la Copa
- Thomas Heurtel

## Minicopa Endesa

### Final
| 18 de febrero de 2018 13:00 (CET) | Iberostar Canarias                                | 73–83                | Real Madrid                                 | Las Palmas |  |
|                                   | Parciales: 18-23, 18-17, 22-21, 15-22             |                      |                                             | |  |
|                                   | Estadísticas Plasencia, 30 Eluku, 16 Plasencia, 3 | Reporte Pts Reb Asts | Estadísticas Ndiaye, 19 Ndiaye, 20 Nuñez, 7 | Pabellón: Gran Canaria Arena Asistencia: 3.410 espectadores Árbitros: Jordi Aliaga Luis Miguel Castillo Diana Farray Televisión: |  |